# ポール・マリアーニ
ポール・マリアーニ（Paul Mariani、1940年）は、アメリカ合衆国の詩人。ボストンカレッジの教授。